# لوئیس فلیپه (بازیکن فوتبال، زاده ۱۹۹۱)
لوئیس فلیپه (انگلیسی: Luís Felipe؛ زادهٔ ۸ آوریل ۱۹۹۱) بازیکن فوتبال اهل برزیل است.
از باشگاه‌هایی که در آن بازی کرده‌است می‌توان به باشگاه فوتبال بنفیکا، باشگاه فوتبال پالمیراس، و باشگاه فوتبال کریسیوما اشاره کرد.